# Телешов, Пантелей Прокофьевич
Пантелей Прокофьевич Телешов вариант отчества Прокопьевич (1861, пос. Гужуртуевский Кударинской станицы — 18 ноября 1925)  — забайкальский казак, с 1913 года подхорунжий, полный Георгиевский кавалер, зоологический препаратор, участник многих важнейших географических экспедиций конца XIX — начала XX века.

## Биография
Участвовал в экспедициях совместно с Н. М. Пржевальским и Г. Н. Потаниным в Китай, Монголию и на Памир. Сотрудничество Телешова с Пржевальским началось со 2-й Лобнорской экспедиции в марте 1878 года. По настоянию Пржевальского выучился бегло читать, прочитал труды Пржевальского, самостоятельно отвечал на его письма. В 3-м путешествии Пржевальского Телешов показал себя истинным героем в стычке с двумястами тунгаутами. По представлению Пржевальского был награждён первым Георгиевским крестом. После этого путешествия Телешов продолжал занятия грамотой у учителя Бородина, арифметикой, географией Китая и изготовлением чучел. В 4-е путешествие он уже отправился как препаратор. После возвращения из экспедиции до начала августа 1886 года жил у Пржевальского в имении Слобода. Вернувшись на родину, устроился на должность эконома к кяхтинскому купцу А. М. Лушникову.

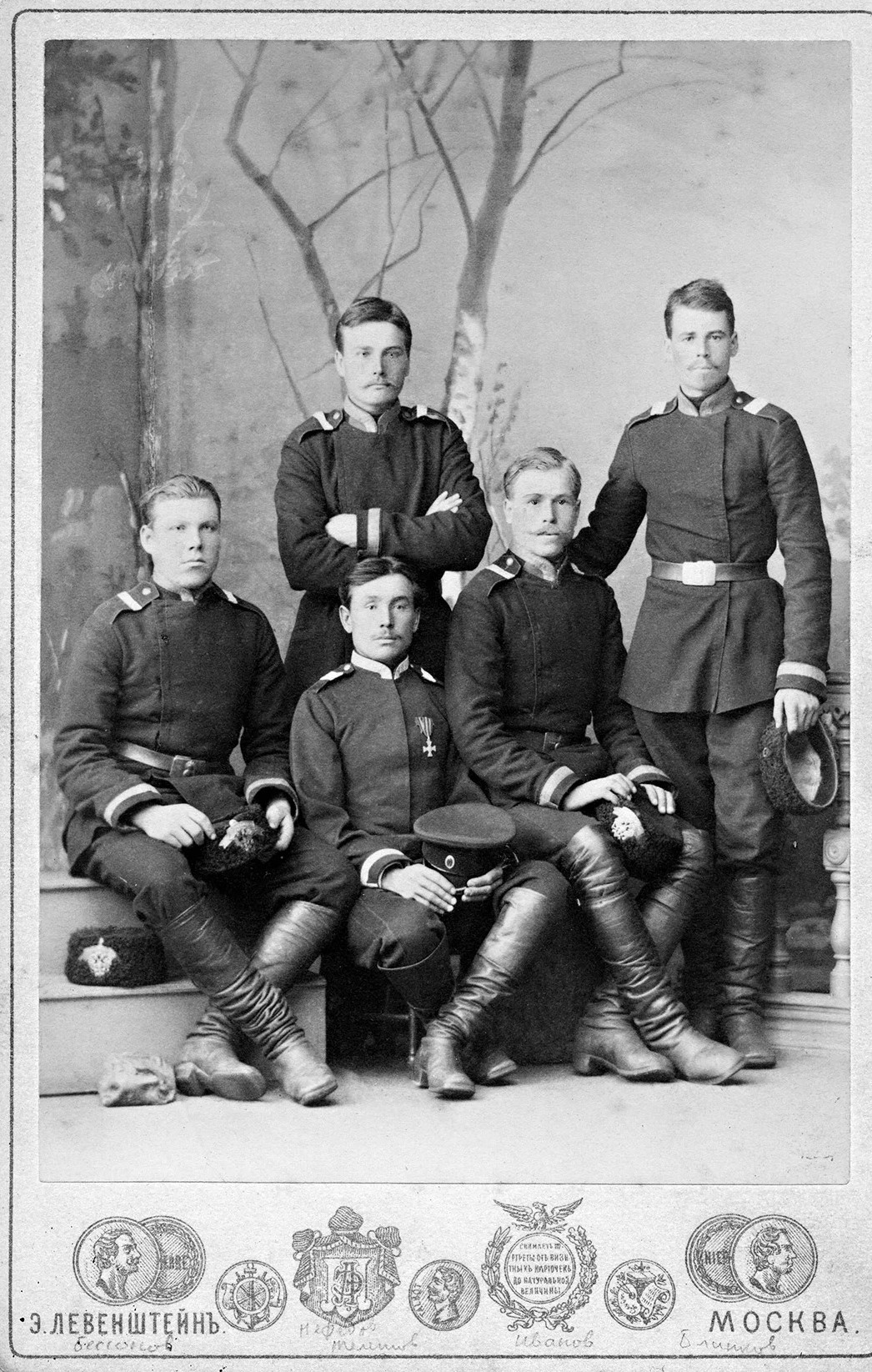
Участники Второго Тибетского путешествия. Сидят (слева направо): Михаил Бессонов, Пантелей Телешов, Гавриил Иванов. Стоят: Пётр Нефёдов, Павел Блинков, Москва, 1886 г.

В 1896 году атаман станицы Шарагульской имел чин старшего урядника. К этому времени награжден двумя Георгиевскими крестами и орденом Святой Анны.
В 1899-1901 гг. участвовал в экспедиции П. К. Козлова в Монголию и Кам. За заслуги в Монгольско-Сычуаньской экспедиции (1902) П. К. Козлова удостоен Георгиевского креста 1-й степени. 
Сразу по возвращении из экспедиции, Телешов принял участие в Китайском походе 1900 — 1901 годов, предпринятом для подавления Ихэтуаньского (Боксёрского) восстания. 
В 1907-1909 гг. — опять же вместе с Козловым — Телешов отправился в экспедицию в Монголию и тибетскую страну Амдо. После революции, в 1923 г. Козлов возглавил свою последнюю экспедицию к мёртвому городу Хара-Хото, к которой уже пожилой Телешов тоже захотел присоединиться. 
Кроме полного банта Георгиевских наград, Телешов был награждён 3 медалями «За усердие», в том числе золотой шейной медалью. Один из 12 полных Георгиевских кавалеров среди казаков Верхнеудинского казачьего полка, и один из двух (второй Семён Жаркой), получивших это звание за участие в исследованиях Центральной Азии. В 1881 году награждён малой бронзовой медалью, а в 1886 г. — малой серебряной медалью Императорского Русского географического общества.
В 1892 г. Телешов избран атаманом станицы Кударинской. 10 января 1926 года П. К. Козлов написал в воём письме: "Наднях узнал, что 18 ноября 1925 г. у себя на родине умер П. П. Телешов. Мир его праху!". Это пока единственные сведения о дате смерти Пантелея Прокофьевича Телешова. Но есть и легенды, что якобы после революции Телешёв [именно так] бежал в Улан-Удэ, где изменил имя на Александр. В Улан-Удэ работал лесорубом. Заболел бронхитом, провалившись под лёд, и после умер. Дата смерти точно не известна.
В 1930 году семья Телешова раскулачена и выслана.

## Отзывы современников
П. К. Козлов в январе 1926 года, узнав о смерти Телешова, записал:

 Хороший, честный был работник Пантелей Прокофьевич. Начиная с путешествия по Центральной Азии Н. М. Пржевальского и кончая моей экспедицией 1907-1909 гг. в Хара-хото, Телешов принимал участие во всех научных походах в Азию (за исключением путешествия Роборовского), а именно в пяти. Вспоминая его участие в работах Николая Михайловича, М. В. Певцова и моих, невольно проникаешься любовью, уважением и признательностью к этому незаурядному человеку, так много способствовавшему научным успехам всех экспедиций в части зоологии. Имя его будет всегда неразрывно связано с именами русских исследователей природы Центральной Азии.

## Таксон в честь Телешова
- Н. М. Пржевальский описал в честь в своего помощника и препаратора жаворонка Otocoris teleschowi[15]. Сейчас рассматривается как подвид рогатого жаворонка Eremophila alpestris teleschowi.

## В кино
В фильме "Пржевальский" роль Телешова исполнял актёр Георгий Слабиняк.